# Торі Еймос
Мáйра Éлен Éймос (англ. Myra Ellen Amos), відома як Торі Еймос (англ. Tori Amos, 22 серпня 1963) — американська феміністська співачка, піаністка, авторка пісень та композиторка, що поєднала в своїй творчості елементи альт-, фольк- іпрогресивного року, джазу, експериментальної електроніки, впливу Джоні Мітчелл і Кейт Буш. Основним акомпануючою інструментом для Еймос є, як правило, фортепіано. До 2005 року в усьому світі було продано 12 мільйонів її альбомів.
Пісня Торі Еймос «Me And A Gun» 1991 року стала маніфестом за боротьбу жінок з сексуальним насильством. Еймос створено національну гарячу лінію допомоги жертвам сексуального насильства, зловживань та інцесту  R. A. I. N. N.

## Життєпис
Народилася 22 серпня 1963 року в Ньютоні, штат Північна Кароліна, в сім'ї методистського священика Едісона Еймоса з франко-шотландським корінням і Мері Елен, уродженки південних штатів, родом з індіанців черокі. Від діда по материнській лінії Майра успадкувала інтерес до природи, музики та містики. Родичі по батьківській лінії привнесли в сім'ю суворе релігійне виховання. Змалку почала самостійно підбирати мелодії на фортепіано.
У січні 1985 року в Лос-Анджелесі з 18-річною Еймос сталася трагедія, що наклала відбиток на всю її ранню творчість: її зґвалтували.
З 22 лютого 1998 Торі Еймос перебуває у шлюбі із звукорежисером Марком Гоулі. 5 вересня 2000 року народила дочку Наташу Лорієн Гоулі.

## Музична кар'єра
У п'ять років Торі Еймос пройшла прослуховування і вступила до підготовчої школи Peabody Institute в Балтіморі, яку залишила в одинадцятирічному віці, коли захопилася рок-н-ролом і втратила інтерес до класики.

### Y Kant Tori Read
10 вересня 1984 Торі вирушила до Лос-Анджелесу, де облаштувала власну невелику студію звукозапису та зібрала рок-гурт Y Kant Tori Read, до складу якого увійшли Стів Ферріс (грав до цього в Mr. Mister), Кім Баллард (екс-Poco) і Метт Сорум, майбутній барабанщик Guns N'Roses.
У 1987 році Еймос підписала контракт з Atlantic Records і розпочала працювати над першим альбомом з продюсером Джо Чикареллі, знаним завдяки співпраці з такими виконавцями, як Френк Заппа, Пат Бенатар і Дінго Бойнго. До її складу до цього часу, крім Сорума, входили Стів Кейтон (англ. Steve Caton, пізніше грав на всіх її альбомах до 1999 року), басист Бред Кобб і клавішник Джим Таубер. Першим синглом був «The Big Picture» («Cool On Your Island» на звороті), кліп до якого зняв Марті Коллнер (котрий працював також з Aerosmith і Whitesnake).
Альбом Y Kant Tori Read вийшов наприкінці травня 1988 року; до цього моменту гурт вже розпався. Реакція преси (на цей «невиразний поп-метал», згідно з Allmusic) протверезила співачку.
|  | Я прагнула в той час до визнання, замість того, щоб створювати музику, в яку вірю. Тільки коли ми провалилися, я зрозуміла, що вся ця затія була побудована на піску, аж ніяк не на року. Якщо прагнути тільки слави, можна втратити чуття, втратити причину, з якої ти створюєш музику. Слава повинна супроводжувати творчість, а не бути її стрижнем. |

 — згадувала вона.
Наприкінці 1989 року Atlantic Records вирішили дати Еймос другий шанс і запропонували до березня наступного року підготувати матеріал для нової платівки. Перший набір її нових пісень був лейблом відкинутий. На початку 1990 року співачка зайнялася співпрацею з продюсером Девідом Сіджерсона, який, прослухавши деякі її нові пісні («Take To The Sky», «Leather»), схвалив вибраний нею напрямок. Записану Еймос касету Atlantic відіслали їй назад. У співпраці з Еріком Россе вона підготувала ще 4 композиції («Girl», «Precious Things», «Tear In Your Hand», «Little Earthquakes»). Лише після цього лейбл схвалив підготовку альбому і наприкінці 1990 року направив співачку до Лондона в розпорядження своєї дочірньої компанії EastWest Records.

### Лондон
У Лондоні Еймос дала кілька концертів у невеликих клубах і справила на аудиторію враження чистим голосом і професійною грою на фортепіано. Влітку 1991 року, під враженням перегляду фільму «Тельма і Луїза» і власних спогадів про пережите сексуальне насильство, Еймос написала нову пісню «Me And A Gun», в той же вечір виконавши її зі сцени а капела, що знову мало сильний ефект. Лейбл EastWest вирішив випустити дебютний альбом співачки в 1992 році, і це рішення було схвалено Доу Морісом з Atlantic, який прилетів до Англії спеціально щоб прослухати підготовлений матеріал.
У листопаді 1991 року «Me And A Gun» вийшов на EP (з «Silent All These Years»), реліз був помічений британською пресою. Наприкінці листопада з другою з цих пісень Еймос вперше з'явилася на британському ТБ в програмі Джонатана Росса.

### Little Earthquakes
Альбом Little Earthquakes вийшов 13 січня 1992 року і піднявся до 15 сходинки в UK Albums Chart. У пресі з'явилися схвальні рецензії, де Торі Еймос порівнювали з Кейт Буш, Дженіс Ієн, Джоні Мітчелл, Шинейд О'Коннор, Маргарет Мері О'Хара і Патті Сміт. «Здається, що Торі Еймос не може запропонувати нічого, крім своєї приголомшливої, гм … геніальності!» — Писав у Melody Maker Джон Чайлз. У США Little Earthquakes вийшов на Atlantic Records в лютому 1992 року, вже після випуску кліпу до пісні «Silent All These Years».
Перший американський виступ Еймос відбулвся 20 квітня 1992 в залі Bottom Line, в Нью-Йорці. Фрагменти цього концерту згодом ввійшли у відео «Little Earthquakes» (вийшло в жовтні того ж року). Виконавши пісню «Crucify» в шоу Девіда Леттермана два дні потому, Еймос вирушила в турне, в якому дала 18 концертів у США, потім виступила в Канаді і повернулася до Лос-Анджелеса, звідки вилетіла на гастролі до Австралії. 30 липня в Луїсвіллі, Кентуккі, почалося чотиримісячне турне Еймос по США, організоване менеджером Джоном Візерспуном і яке минуло за участі звукорежисера Яна Торна. 9 вересня вона побувала (з батьками) в Лос-Анджелесі на церемонії вручення нагород MTV, де була номінована в категоріях «Найкращий новий артист року», «Найкраще жіноче відео», «Прорив у відео», «Найкраща кінематографія». Пізньої осені Торі Емос дізналася, що обрана президентом Товариства анонімних жертв сексуального насилля. Тур завершився в листопаді 1992 року концертами в Перті, Мельбурні, Сіднеї (Австралія) і Окленді (Нова Зеландія).

### Under The Pink
У 1993 році Еймос побувала в Відні, заручившись підтримкою «Bosendorfer» і з цього часу продовживши співпрацю з фірмою. Для роботи над наступним альбомом співачка облаштувала власну студію в Таосі, штат Нью-Мексико. Вона згадувала про цей час: 
|               | Коли я приїхала в Нью Мексико, я відчула там його минуле. Ти стоїш на цих рівнинах і бачиш, як коні спускаються через пагорби, і вся ця земля жива і зберігає в собі всі спогади. Це було ще однією причиною того, що я вирішила записати свій наступний альбом тут. |
| — Торі Еймос, | |

У студійній роботі взяли участь також співпродюсер Ерік Россі і два інженери - Веб Джонс (гітара, вокал) і Пол Маккенна (бас, ударні). Еймос покинула острів лише раз, щоб відвідати будинок Резнора Трента в Беверлі Хіллз. Підготувавши матеріал альбому, Еймос повернулася до Лондона, де випустила британський сингл «Cornflake Girl», куди увійшли кавер-версії пісень Джимі Хендрікса, Біллі Холідей і Джоні Мітчелла. Американським синглом вийшла пісня «God», кліп на яку зняв режисер Мелоді Макденіел.
Альбом Under the Pink вийшов в лютому 1994 року, дебютував на вершині британського хіт-параду і став «золотим» за перший же тиждень. У США альбом вийшов два місяці по тому і досяг # 12. Критика по обидва боки океану зазначила майстерність Еймос, яка поєднала різні музичні стилі (поп, джаз, артрок, фанк) і зуміла проявити в цих піснях як чуттєвість («Baker Baker»), так і агресивність («The Waitress»). Багато поставили її в один ряд з Пі Джей Харві і Бйорк, лідерками нової хвилі інтелектуального жіночого року. 24 лютого 1994 співачка почала світове турне в підтримку альбому. У травні вона з'явилася на обкладинках двох музичних журналів: Q і Vox.

## Дискографія

### Студійні альбоми
| Дата релізу | Назва                           |
| 1988        | Y Kant Tori Read                |
| 1992        | Little Earthquakes              |
| 1994        | Under the Pink                  |
| 1996        | Boys for Pele                   |
| 1998        | From the Choirgirl Hotel        |
| 1999        | To Venus and Back               |
| 2001        | Strange Little Girls            |
| 2002        | Scarlet's Walk                  |
| 2005        | The Beekeeper                   |
| 2005        | American Doll Posse             |
| 2009        | Abnormally Attracted To Sin     |
| 2009        | Midwinter Graces                |
| 2011        | Night of Hunters                |
| 2012        | Gold Dust                       |
| 2014        | Unrepentant Geraldines          |
| 2017        | Native Invader                  |
| 2021        | Ocean to Ocean                  |
| 2025        | The Music of Tori and the Muses |

## Протидія сексуальному насильству
Пісня «Me And A Gun» 1991 року, написана Еймос на автобіографічному матеріалі під враженням від феміністської кінокласики «Тельма і Луїза», не тільки стала трампліном у музичній кар'єрі співачки, але й започаткувала тривалу активістську діяльність Еймос, стала маніфестом жінок за боротьбу з сексуальним насильством.
2 червня 1994 року Торі Еймос здобула спеціальну нагороду (за «Me And A Gun») від Кризового центру з проблем насильства — «за чудову роботу, яка дозволила всім нам вільно говорити про будь-які форми тиску і сексуального насильства» . Вперше подібна нагорода була вручена саме Торі Еймос.
Незабаром після отримання нагороди Еймос у Вашингтоні оголосила про заснування «гарячої лінії довіри» R.A.I.N.N. (Rape, Abuse and Incest National Network: Національна мережа протидії зґвалтуванню, аб'юзу (сексуальним зловживанням) та інцесту).
У липні Еймос виступила в Балтиморському залі Meyer Hot Hall перед аудиторією, де був присутній професорський і студентський склад консерваторії Пібоді, тієї самої, з якої її виключили в 11 років. Після виступу директор консерваторії Роберт Пірс вручив Торі Еймос подяку губернатора штату Меріленд за організацію «гарячої лінії» для людей, що пережили сексуальне насильство.